# Carmen de Apicalá
Carmen de Apicalá – miasto w Kolumbii, w departamencie Tolima.